# T'ien Wu
T'ien Wu, també conegut com a Tian Wu —en xinès: 田五; en pinyin: Tián Wǔ— (?-1784) fou un líder musulmà de llengua xinesa, mestre de religió, imam de mesquita i comandant del districte de Yen-ch'a-ting, a la província de Gansu. Fou deixeble del fundador de l'orde sufí naqxbandita djahrita de la Xina, Ma Ming-hsin, conegut com a Ibrahim Wikayat Allah (1718-1781), al costat del qual es va posar quan aquest va retornar d'Aràbia. La reforma consistia a purificar els elements religiosos sincrètics i algunes cerimònies, i foren coneguts com els djahriyya per distingir-los dels khufiyya o antics. Les querelles entre les dues fraccions van començar el 1769 però l'enfrontament armat no va esclatar fins al 1780; els imperials van donar suport als khufiyya, ja que consideraven als djahriyya com herètics, i així els khufiyya van aconseguir la victòria el 1781. Ma Ming-hsin i altres líders (incloent el successor designat Su Ssu-shi-san foren executats i els djahriyya massacrats o exiliats al Yunnan, Turquestan Oriental i Tibet. En aquests territoris van estendre els seus ensenyaments. T'ien Wu va agafar el comandament del moviment de la gihad dahriyya; el 30 de maig de 1784, amb el suport de Chang Wen-ch'ing, nebot de Ma Ming-hsin, es va aixecar en armes. En un dels primers combats el 8 de juny, T'ien Wu fou ferit i va morir d'aquestes ferides. Chang Wen-ch'ing va agafar el comandament i van establir el seu campament a la regió de Siao-san, al poble de Shih-feng-pao, i el moviment es va estendre per tot el Gansu; cada batalla que lliuraven els djahriyya, amb un fort esperit combatiu, derrotaven als manxús fins que aquests van subornar a alguns caps djahrites i llavors van començar a patir derrotes i les seves forces es van desintegrar; un exèrcit manxú va ocupar llavors el seu quarter general i va fer una massacre (uns 11.000 djahrites) i la reste foren empresonats o exiliats, i les dones i nens venuts com esclaus per tota la Xina. El moviment djahriyya fou prohibit; va subsistir clandestinament i va reaparèixer entre 1862 i 1874, estant a l'origen de la revolta de Ma Hualong.